# 백작약
백작약(白芍藥, Paeonia obovata var.japonica)은 작약속의 꽃으로 산작약의 아종이다.